# آن إيلدر (كاتبة)
آن إيلدر (بالإنجليزية: Anne Elder)‏ هي كاتِبة وراقصة باليه وشاعرة أسترالية، ولدت في 1918 في أوكلاند في نيوزيلندا، وتوفيت في 1976 في ملبورن في أستراليا بسبب قصور القلب.